# Institut Max-Planck de mathématiques
L'Institut Max-Planck de mathématiques (en allemand : Max-Planck-Institut für Mathematik) est un institut de recherche en mathématiques situé à Bonn en Allemagne à l’étage supérieur de l’ancienne poste. Auparavant il se trouvait dans la banlieue Beuel. C'est un des 80 instituts de recherche de la Société Max-Planck.
L’institut est né en 1980 à partir du  centre de recherches collaboratives « Mathématiques théoriques » financé par la Fondation allemande pour la recherche. Il fut fondé par Friedrich Hirzebruch (1927-2012), qui en fut le directeur jusqu’en 1995.
Le directeur actuel est Gerd Faltings, au sein d’une direction collégiale comprenant lui-même, Peter Scholze et Peter Teicher. Les directeurs émérites sont Werner Ballmann, Günter Harder, Yuri Manin et Don Zagier.
L’institut jouit d’une réputation mondiale notamment du fait de la présence de Gerd Faltings (médaille Fields 1986) et de Peter Scholze (médaille Fields 2018).
C'est un lieu d'échanges internationaux avec en particulier des séminaires.
Les domaines de recherche couvrent un large pan des mathématiques : théorie des nombres, géométrie arithmétique  et formes automorphes, théorie des systèmes dynamiques, représentations des groupes, topologie, topologie algébrique, géométrie différentielle, géométrie algébrique, géométrie complexe, géométrie non commutative, et physique mathématique.
L'institut compte très peu de titulaires ; la plupart des mathématiciennes et mathématiciens présents sont des visiteurs invités.